# Tomasz Bednarek
Tomasz Bednarek [ˈtɔmaʂ bɛˈdnarɛk] (* 12. November 1981 in Pabianice) ist ein polnischer Tennisspieler.

## Karriere
Bednarek gilt als Doppelspezialist und spielt häufig an der Seite von seinem Landsmann Mateusz Kowalczyk. Er gewann bislang 14 Doppeltitel auf der Challenger Tour. 2010 zog er mit Kowalczyk ins Finale des Turniers in Belgrad ein, sie unterlagen dort jedoch Santiago González und Travis Rettenmaier. Im selben Jahr gab er mit Kowalczyk auch sein Grand-Slam-Debüt bei den French Open. Dort schieden sie allerdings ebenso in der ersten Runde aus wie kurz darauf in Wimbledon. Sein bestes Grand-Slam-Resultat erzielte er 2013 bei den French Open mit dem Einzug ins Viertelfinale. Im selben Jahr zog er in die Finals von Stuttgart und Bangkok ein. In der Saison darauf erreichte er in Casablanca sein viertes Endspiel auf der World Tour. In der Weltrangliste war er im April 2014 auf Rang 44 notiert, seine bislang beste Platzierung.

## Erfolge
| Legende (Anzahl der Siege)  |
| Grand Slam                  |
| ATP World Tour Finals       |
| ATP World Tour Masters 1000 |
| ATP World Tour 500          |
| ATP World Tour 250          |
| ATP Challenger Tour (20)    |

### Doppel

#### Turniersiege
| Nr. | Datum              | Turnier          | Belag         | Partner              | Finalgegner                                | Ergebnis           |
| --- | ------------------ | ---------------- | ------------- | -------------------- | ------------------------------------------ | ------------------ |
| 1.  | 16. Juli 2006      | Posen            | Sand          | Michał Przysiężny    | Vasilis Mazarakis Jan Mertl                | 6:3, 3:6, [10:8]   |
| 2.  | 7. Oktober 2007    | Mons (1)         | Hartplatz (i) | Filip Polášek        | Philipp Petzschner Alexander Peya          | 6:2, 5:7, [10:8]   |
| 3.  | 14. Juni 2008      | Košice (1)       | Sand          | Igor Zelenay         | Miguel Ángel López Jaén Carlos Poch Gradin | 6:1, 4:6, [13:11]  |
| 4.  | 20. September 2009 | Stettin          | Sand          | Mateusz Kowalczyk 1  | Oleksandr Dolhopolow Artem Sitak           | 6:3, 6:4           |
| 5.  | 11. Oktober 2009   | Tarragona        | Sand          | Mateusz Kowalczyk 2  | Flavio Cipolla Alessandro Motti            | 6:1, 6:1           |
| 6.  | 25. Oktober 2009   | Florianópolis    | Sand          | Mateusz Kowalczyk 3  | Daniel Gimeno Traver Pere Riba             | 6:1, 6:4           |
| 7.  | 18. April 2010     | Rom (1)          | Sand          | Mateusz Kowalczyk 4  | Jeff Coetzee Jesse Witten                  | 6:4, 7:64          |
| 8.  | 3. April 2011      | Saint-Brieuc (1) | Sand (i)      | Andreas Siljeström 1 | Grégoire Burquier Romain Jouan             | 6:4, 6:74, [14:12] |
| 9.  | 9. Oktober 2011    | Palermo          | Sand          | Mateusz Kowalczyk 5  | Aljaksandr Bury Andrej Wassileuski         | 6:2, 6:4           |
| 10. | 25. März 2012      | Rimouski         | Hartplatz (i) | Olivier Charroin     | Jaan-Frederik Brunken Stefan Seifert       | 6:3, 6:2           |
| 11. | 17. Juni 2012      | Košice (2)       | Sand          | Mateusz Kowalczyk 6  | Uladsimir Ihnazik Andrej Wassileuski       | 6:2, 5:7, [14:12]  |
| 12. | 7. Juli 2012       | Braunschweig (1) | Sand          | Mateusz Kowalczyk 7  | Harri Heliövaara Denys Moltschanow         | 7:5, 6:71, [10:8]  |
| 13. | 7. Oktober 2012    | Mons (2)         | Hartplatz (i) | Jerzy Janowicz       | Michaël Llodra Édouard Roger-Vasselin      | 7:5, 4:6, [10:2]   |
| 14. | 7. April 2013      | Saint-Brieuc (2) | Hartplatz (i) | Andreas Siljeström 2 | Jesse Huta Galung Konstantin Krawtschuk    | 6:3, 4:6, [10:7]   |
| 12. | 6. Juli 2013       | Braunschweig (2) | Sand          | Mateusz Kowalczyk 8  | Andreas Siljeström Igor Zelenay            | 6:2, 7:64          |
| 16. | 26. Januar 2014    | Heilbronn        | Hartplatz (i) | Henri Kontinen       | Ken Skupski Neal Skupski                   | 3:6, 7:63, [12:10] |
| 17. | 6. April 2014      | Le Gosier        | Hartplatz     | Adil Shamasdin       | Gero Kretschmer Michael Venus              | 7:5, 6:75, [10:8]  |
| 18. | 4. Oktober 2015    | Rom (2)          | Sand          | Mateusz Kowalczyk 9  | Íñigo Cervantes Mark Vervoort              | 6:2, 6:1           |
| 19. | 11. Juni 2016      | Prag             | Sand          | Nikola Mektić        | Zdeněk Kolář Matěj Vocel                   | 6:4, 5:7, [10:7]   |
| 20. | 1. Juli 2017       | Mailand          | Sand          | David Pel            | Filippo Baldi Omar Giacalone               | 6:1, 6:1           |

#### Finalteilnahmen
| Nr. | Datum              | Turnier    | Belag     | Partner           | Finalgegner                          | Ergebnis         |
| --- | ------------------ | ---------- | --------- | ----------------- | ------------------------------------ | ---------------- |
| 1.  | 9. Mai 2010        | Belgrad    | Sand      | Mateusz Kowalczyk | Santiago González Travis Rettenmaier | 6:76, 1:6        |
| 2.  | 14. Juli 2013      | Stuttgart  | Sand      | Mateusz Kowalczyk | Facundo Bagnis Thomaz Bellucci       | 6:2, 4:6, [9:11] |
| 3.  | 29. September 2013 | Bangkok    | Hartplatz | Johan Brunström   | Jamie Murray John Peers              | 3:6, 6:3, [6:10] |
| 4.  | 12. April 2014     | Casablanca | Sand      | Lukáš Dlouhý      | Jean-Julien Rojer Horia Tecău        | 2:6, 2:6         |